# NGC 4688
NGC 4688 ist eine aktive Balken-Spiralgalaxie vom Hubble-Typ SBcd mit ausgedehnten Sternentstehungsgebieten im Sternbild Jungfrau auf der Ekliptik. Sie ist schätzungsweise 41 Millionen Lichtjahre von der Milchstraße entfernt und hat einen Durchmesser von etwa 35.000 Lichtjahren. Vom Sonnensystem aus entfernt sich die Galaxie mit einer errechneten Radialgeschwindigkeit von näherungsweise 1.000 Kilometern pro Sekunde.
Gemeinsam mit PGC 43205 bildet sie das Galaxienpaar Holm 461 und ist Teil der 127 Mitglieder zählenden  Lyons Groups of Galaxies LGG 292 um  Messier 49.
Die Typ-IIL-Supernova SN 1966B wurde hier beobachtet.
Das Objekt wurde am 17. April 1786 von Wilhelm Herschel mit einem 18,7-Zoll-Spiegelteleskop entdeckt, der sie mit „eF, pL“ beschrieb.

## Galaktisches Umfeld
| Nr. | Galaxie          | Alternativname            | Rek           | Dek           | Distanz/asec |
| --- | ---------------- | ------------------------- | ------------- | ------------- | ------------ |
| →   | NGC 4688         | LEDA/PGC 43189            | 12h47m46.523s | +04d20m09.76s | 0            |
| 1   | LEDA/PGC 43205   | NSA 142337                | 12h47m59.62s  | +04d26m00.6s  | 407.65       |
| 2   | LEDA/PGC 1264667 | 2MASX J12473944+0410548   | 12h47m39.460s | +04d10m54.90s | 564.90       |
| 3   | LEDA/PGC 1264793 | WISEA J124722.00+041125.8 | 12h47m21.983s | +04d11m26.26s | 639.33       |
| 4   | LEDA/PGC 3092181 | NSA 30990                 | 12h47m37.816s | +04d31m11.47s | 674.35       |
| 5   | LEDA/PGC 1265840 | WISEA J124703.15+041601.5 | 12h47m03.150s | +04d16m01.29s | 694.78       |
| 6   | LEDA/PGC 1263570 | 2MASX J12473449+0406228   | 12h47m34.506s | +04d06m22.75s | 846.10       |
| 7   | LEDA/PGC 1263934 | 2MASX J12470967+0407551   | 12h47m09.685s | +04d07m54.64s | 918.72       |
| 8   | LEDA/PGC 1263992 | AGC 227971                | 12h47m08.1s   | +04d08m09s    | 920.56       |